# Petőfi Sándor utca (Budapešť)
Petőfi Sándor utca je ulice v hlavním městě Maďarska, Budapešti. Leží v samotném středu města, v pátém obvodě. Spojuje hlavní rušnou třídu Kossuth Lajos utca s náměstím Szervita tér. Je vedena v severojižním směru a má celkovou délku 250 metrů.

## Název
Ulice nese název podle známého maďarského básníka, Sándora Petőfiho.

## Historie
Jedná se o velmi starou pešťskou ulici. Na historické mapě z roku 1837 se objevovala pod německým názvem Herren Gasse a později maďarským Uri utca. Původně vznikla jako spojnice Vácské a Kecskemétské brány v Pešti. Svůj současný název získala při výročí od 100 let od narození Sándora Petőfiho.

## Doprava
Úzká jednosměrná městská ulice je se širokými chodníky a jedním jízdním pruhem doplněným místy pro parkování. Je přístupná z náměstí Ferenciek tere.

## Významné objekty
- Divadlo Józsefa Katony[1]